# Травяной краб
Травяной краб (лат. Carcinus aestuarii) — вид крабов из семейства Carcinidae.

## Описание
Карапакс сплющенный, поверхность его с мелкими неравномерно распределёнными гранулами. Ширина немного превышает длину. Передний край с тремя тупыми лопастеподобными колючками, средняя из которых чуть длиннее боковых. Глазные орбиты с выемками на верхнем и нижнем краях. Абдомен самца образует равнобедренный треугольник, у самок он заканчивается овалом. Максимальная ширина карапакса — 8,0 см при длине 6,7 см.

## Ареал и места обитания
Распространён в прибрежной зоне всех морей Средиземноморского бассейна. В Чёрном море встречается в северо-западной части и вдоль берегов Крымского полуострова преимущественно в литоральной или в сублиторальной зонах, а также в лиманах и лагунах. Вследствие увеличения солёности в 70-х гг. XX века проник в Азовское море. Донное животное. Живёт на глубинах до 40 метров, преимущественно в зарослях водорослей. Оптимальный биотоп — каменистое дно или ракушечник. Обычно концентрируется вдоль берега на глубине до 3 м. Чувствителен к изменениям солёности воды.

## Питание и размножение
Питается мелкими моллюсками, органическими остатками и т. д. Летом самка вынашивает на плавательных ножках около 350 тысяч яиц. Личинки планктонные, развитие (4 стадии зоеа и мегалопа) происходит при солёности воды не ниже 14 ‰ в течение почти 14 дней.

## Охрана
В Средиземноморском бассейне был промысловым видом. В Чёрном море в 1970-х гг был объектом любительского лова. Как редкий вид занесён в Красную книгу Украины.